# آتلانتا بیت
آتلانتا بیت (به انگلیسی:Atlanta Beat) یکی از باشگاه‌های حرفه‌ای فوتبال زنان در آمریکا است.
این تیم واقع در شهر آتلانتا است و خانه آن ورزشگاه دانشگاه ایالتی کنساو است.
همچنین این تیم یکی از اعضای لیگ برتر زنان ایالات متحده (WPS) است.